# Gerenzano
Gerenzano ist eine italienische Gemeinde (comune) in der Provinz Varese in der Region Lombardei.

## Geographie
Die Gemeinde liegt etwa 24 Kilometer nordwestlich von Mailand, etwa 23 Kilometer südöstlich von Varese am Parco degli Aironi und bedeckt eine Fläche von 9,0 km². Gerenzano grenzt an die Metropolitanstadt Mailand und die Provinz Como. Die Nachbargemeinden sind Cislago, Rescaldina (MI), Rovello Porro (CO), Saronno, Turate (CO) und  Uboldo.

## Geschichte
Von Giranzanum, dem römischen Namen für Gerenzano, führte die Via Mediolanum–Bilitio, die Mediolanum (Mailand) mit Luganum (Lugano) über Baretium (Varese) verband. Im Mittelalter folgte Gerenzano den Ereignissen in der Grafschaft Seprio. Das Vorhandensein einer Kirche ist bereits in einer Urkunde vom 2. April 712 bezeugt. Das Vorhandensein einer dem heiligen Petrus geweihten Kirche wird in einer Tauschurkunde vom März 932 erwähnt, die Ende des 13. Jahrhunderts im Liber notitiae sanctorum Mediolani bestätigt wird.
Anhand von zwei Pergamenten, von denen eines aus dem Jahr 1174 und das andere aus dem Jahr 1178 stammt, lässt sich nachweisen, dass Gerenzano zusammen mit Uboldo und anderen benachbarten Gemeinden[5] ein Lehen der mächtigen Benediktinerabtei San Pietro in Ciel d’Oro in Pavia war. Gerenzano wurde als Curtis erwähnt, was darauf schließen lässt, dass es bereits im Unterreich ein landwirtschaftliches Zentrum war. Tatsächlich gibt es auch ein anderes Pergament aus dem Jahr 713, das vom Langobardenkönig Liutprand unterzeichnet ist und die Schenkung von Gerenzano an dieselbe Abtei erklärt. Es handelt sich dabei jedoch um eine Fälschung aus dem 12. Jahrhundert.
Die Bedeutung der Curtis von Gerenzano wird durch das Pergament von 1178 belegt, das bestätigt, dass der Vormund des Benediktinersitzes der Mönch Giovanni de Villarasca war, der im Jahr zuvor Abt von San Pietro in Ciel d’Oro gewesen war und als Anhänger der kaiserfreundlichen Fraktion nach dem Frieden von Venedig 1177 zum einfachen Mönch degradiert und nach Gerenzano verbannt wurde, aber ein gewisses Ansehen behalten musste.
Nach der vorübergehenden Vereinigung der lombardischen Provinzen mit dem Königreich Sardinien wurde die Gemeinde Gerenzano mit 1.755 Einwohnern, die von einem fünfzehnköpfigen Gemeinderat und einem zweiköpfigen Stadtrat verwaltet wird, auf der Grundlage der durch das Gesetz vom 23. Oktober 1859 festgelegten Gebietsaufteilung in den Bezirk III von Saronno, Bezirk IV von Gallarate, Provinz Mailand, aufgenommen. Bei der Gründung des Königreichs Italien im Jahr 1861 hatte die Gemeinde 1.894 Einwohner (Volkszählung 1861). Nach dem Gemeindegesetz von 1865 wurde die Gemeinde von einem Bürgermeister, einem Rat und einem Ausschuss verwaltet. Im Jahr 1867 wurde die Gemeinde in denselben Bezirk, Kreis und dieselbe Provinz eingegliedert (Verwaltungsbezirk 1867).
Im Jahr 1924 wurde die Gemeinde in den Bezirk Gallarate der Provinz Mailand eingegliedert. Nach der Gemeindereform von 1926 wurde die Gemeinde von einem Podestà verwaltet. Im Jahr 1927 wurde die Gemeinde der Provinz Varese zugeschlagen. Im Jahr 1928 wurde die Gemeinde Gerenzano mit der Gemeinde Saronno zusammengelegt (Königlicher Erlass Nr. 55 vom 8. Januar 1928). Im Jahr 1950 wurde die autonome Gemeinde Gerenzano durch Abtrennung ihres Gebiets von der Gemeinde Saronno neu gebildet (Gesetz Nr. 395 vom 30. Mai 1950). Nach dem geltenden Gesetz über das Gemeindesystem wurde die Gemeinde Gerenzano von einem Bürgermeister, einem Gemeinderat und einem Vorstand verwaltet. Im Jahr 1971 hatte die Gemeinde Gerenzano eine Fläche von 976 Hektar.

## Bevölkerung
| Bevölkerungsentwicklung | Bevölkerungsentwicklung | Bevölkerungsentwicklung | Bevölkerungsentwicklung | Bevölkerungsentwicklung | Bevölkerungsentwicklung | Bevölkerungsentwicklung | Bevölkerungsentwicklung | Bevölkerungsentwicklung | Bevölkerungsentwicklung | Bevölkerungsentwicklung | Bevölkerungsentwicklung | Bevölkerungsentwicklung |
| ----------------------- | ----------------------- | ----------------------- | ----------------------- | ----------------------- | ----------------------- | ----------------------- | ----------------------- | ----------------------- | ----------------------- | ----------------------- | ----------------------- | ----------------------- |
| Jahr                    | 1751                    | 1801                    | 1851                    | 1881                    | 1901                    | 1921                    | 1951                    | 1971                    | 1991                    | 2001                    | 2011                    | 2021                    |
| Einwohner               | 830                     | 1.163                   | 1.751                   | 1.928                   | 2.700                   | 3.840                   | 4.810                   | 7.204                   | 8.093                   | 9.028                   | 10.411                  | 10.795                  |

## Verkehr
Durch das Gemeindegebiet führt die Autostrada A9 von Lainate kommend Richtung Chiasso (Schweiz) und Comer See. Ferner liegt der Ort an der ehemaligen Staatsstraße 233. Ein Bahnhof besteht an der Bahnstrecke Saronno-Laveno.

## Sehenswürdigkeiten

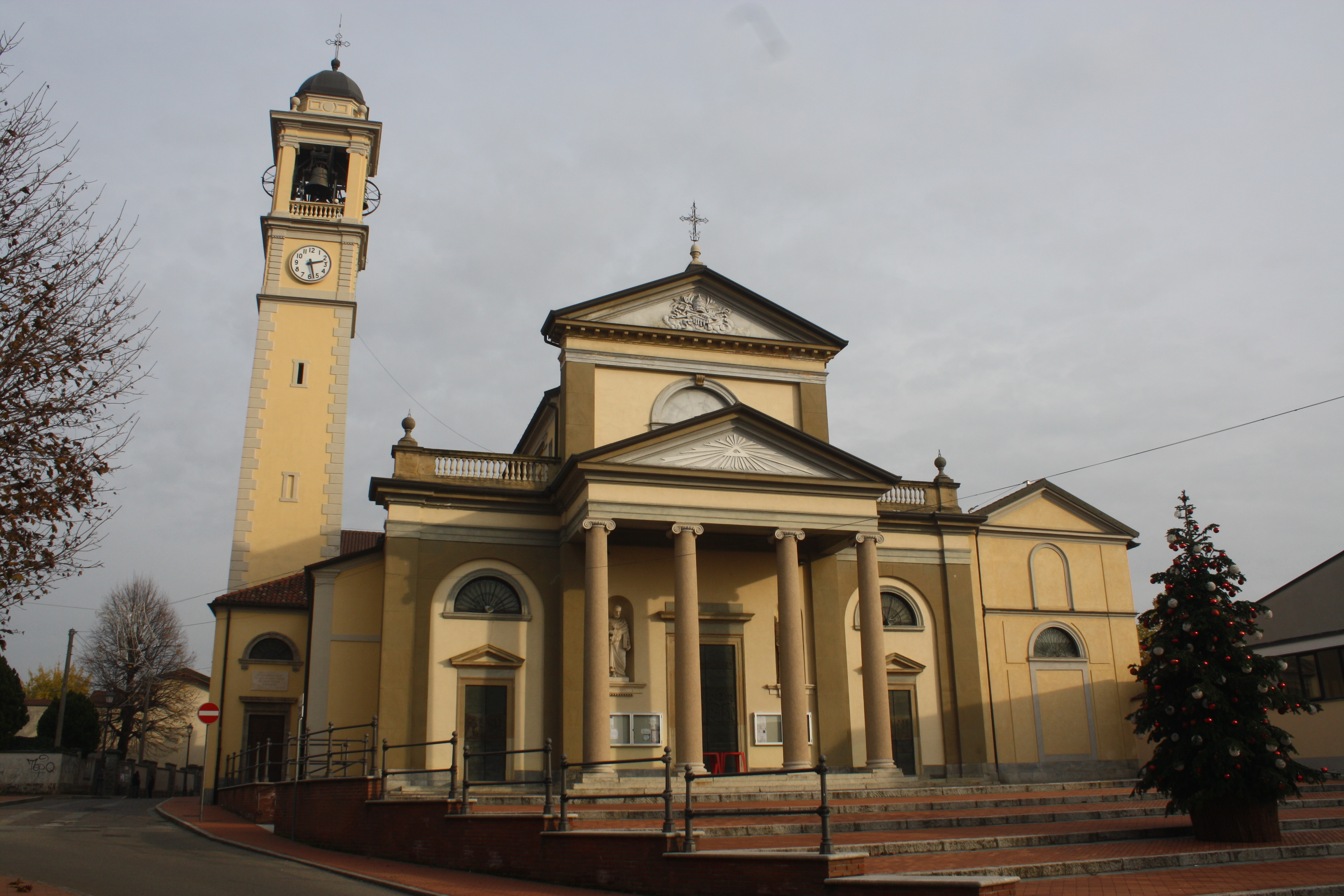
Propsteikirche Santi Pietro e Paolo

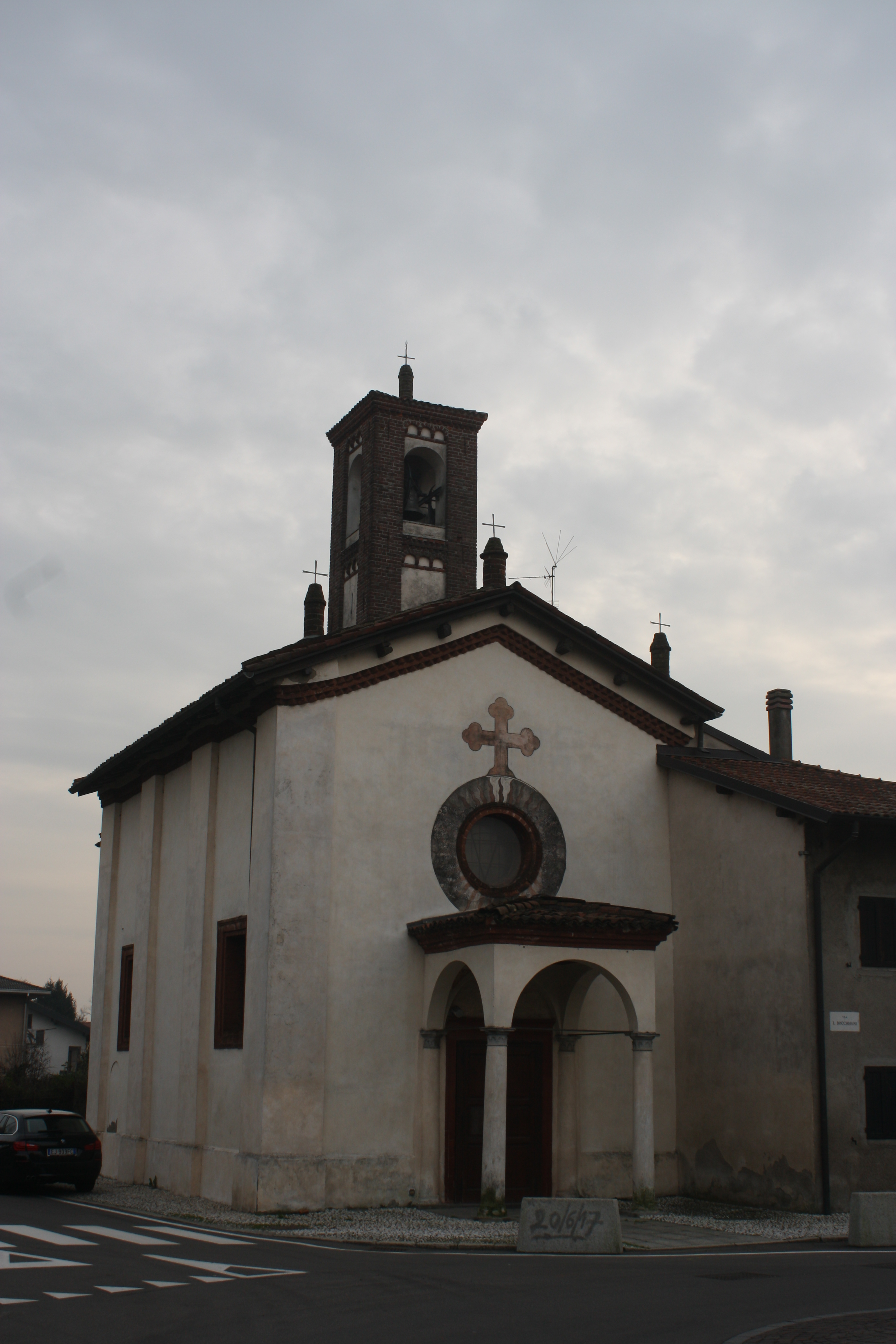
Kirche San Giacomo

- Propsteikirche Santi Pietro e Paolo
- Kirche San Giacomo Apostolo mit Fresken und romanischer Glockenturm
- Damals gab es in Gerenzano sechs Kirchen und vielleicht eine siebte, die dem Heiligen Ambrosius geweiht war; eine dieser Kirchen, die später abgerissen und nie wieder aufgebaut wurde, war dem Heiligen Martin, dem Bischof von Tours, und dem Heiligen Brizio, seinem Nachfolger, geweiht, während die anderen dem Heiligen Victor, dem Heiligen Paul, dem Heiligen Nazaro und dem Heiligen Zeno geweiht waren; die den Heiligen Petrus und Paulus geweihte Kirche, die heutige Hauptpfarrei des Ortes, trägt noch den Titel prepositurale. In den folgenden Jahrzehnten fanden weitere Pastoralbesuche statt, die jedoch keine bedeutenden Veränderungen erkennen ließen, außer im Jahr 1687, als anlässlich eines Besuchs von Erzbischof von Mailand Kardinal Federico Visconti die Existenz einer weiteren, dem heiligen Apostel Jakobus geweihten Kirche bekannt wurde. Außerhalb der Stadt, in der Nähe der Straße, die Mailand mit Varese verbindet, wurde es 1512 auf einem Vorgängerbau aus dem 14. Jahrhundert errichtet. Die Kirche ist dem Apostel Jakobus geweiht, weist aber durch ihre Fresken eine deutlich marianische Note auf. Sie ist ein Beispiel für eine kleine gotische Kirche mit einem einzigen Saal, wie viele andere, die in der Lombardei ab dem 14. Jahrhundert. Charakteristisch sind der Glockenturm, der im romanischen Stil erbaut wurde und somit schon vor der heutigen Kirche existierte, und das zweistöckige Haus, das einst das Haus des Kaplans war und heute ein Privathaus ist, das an den Sakralbau angebaut ist.
- Il fontanile di San Giacomo: in der Nähe des Ortes liegen die warmen Quellen von San Giacomo. Diese haben neben einem hohen Kalkgehalt eine dauerhafte Temperatur zwischen 9 und 12 °C. Dieses Naturphänomen ist für die Gemeinde besonders wertvoll. Das Wasser, das durch den starken Druck des Grundwasserspiegels austritt, ist nämlich von sehr hoher Qualität und reich an Kalk (200/300 mg pro Liter), was für die umliegenden Böden von großem Nutzen ist, da es sie besonders fruchtbar macht und sie vor plötzlichen Temperaturschwankungen schützt, so dass sie das ganze Jahr über zwischen 9 und 12 °C liegen. Das Phänomen der Wiederaufforstung hat die Entwicklung einer von Eichen, Korkeichen und Robinien bewohnten Umgebung ermöglicht, die als Bosco della Girola bekannt ist und sich zwischen den Gebieten von Uboldo, Gerenzano und Saronno erstreckt und die typischen Merkmale der Wälder der Poebene aufweist. Der Fontanile von San Giacomo ist sehr alt, wie eine Pachturkunde vom 27. Juli 1386 beweist, in der ein gewisser Andreolo Crivelli ein Stück Land in Pacht erhält, das sich auf die Roggia della Girola bezieht. Das Vorhandensein des Bewässerungsgrabens zeugt also vom Vorhandensein des Stroms, der durch den Brunnen erzeugt wurde. Das Datum fällt mit dem Datum der großen klösterlichen Arbeiten zusammen, die in der Gegend durchgeführt wurden, um die Marcite und Fontanili[8] zu schaffen. Die Quelle schuf einen Wasserlauf, der Gerenzano mit Uboldo und insbesondere die Kirche von San Giacomo di Gerenzano mit San Cosma di Uboldo verband.

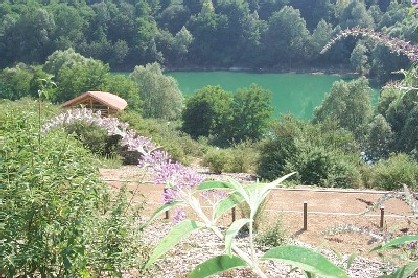
Parco degli Aironi

- Il Parco degli Aironi

## Sport
- ASD Salus Gerenzano – Präsident: Giorgio Ferrara seit 2014
- Pallacanestro Gerenzano, Prima Divisione
- C. M. Santa Cecilia – Majorette
- A.S.D.Club Subacqueo Atlantide
- A.S.D Gerenzanese calcio
- Sci Club Gerenzano
- Motoclub amatori 2 ruote

## Kultur
Einer der ersten katholischen Radiosender in der Provinz Varese wurde 1977 in Gerenzano gegründet: Radio Tabor FM 89,000 MHz und 101,400 MHz. Der Sender, der in einem Kolonialhaus in der Via San Giacomo 40 untergebracht war, produzierte zahlreiche lokale Nachrichtensendungen. Er stellte 1979 seine Tätigkeit ein und übergab die Einrichtungen an das neugeborene Radio Punto von San Vittore Olona (89,000 MHz und 89,400 MHz, später 88,150 MHz) und Radio Club Origgio (94,000 MHz und 101,400 MHz, später 101,500 MHz). Später war auch Radio Arcobaleno, FM 100,500 MHz, in Gerenzano in Betrieb, ein Sender, der jedoch nur von kurzer Dauer war.
2018, nach mehr als 30 Jahren seit der ersten Ausgabe, kehrt der Palio delle contrade (Palio der Bezirke) auch nach Gerenzano zurück. Die sechs Bezirke mit ihren jeweiligen repräsentativen Farben sind: Burghett (gelb), Funtan (weiß), Giò Da Val (grün), Madunina (blau), San Giacum (orange) und Tupìni (rot). Die erste Ausgabe des Palio fand vom 8. bis 16. September 2018 statt und sah den Sieg der Gemeinde Burghett vor Tupìni und Funtan. Bei der Ausgabe 2019 wurde der Bezirk Burghett erneut bestätigt, der vor Funtan und Madunina den zweiten bzw. dritten Platz belegte[10].
In Gerenzano gibt es eine Bibliothek, die sich in der Via Manzoni zusammen mit dem städtischen Auditorium befindet. In der Gemeinde gibt es auch zwei Kindergärten (benannt nach Aldo Moro bzw. Carlo Berra), zwei Grundschulen (benannt nach Papst Johannes XXIII. und G. P. Clerici) und eine weiterführende Schule, die nach dem italienischen Wissenschaftler Enrico Fermi benannt ist.

## Persönlichkeiten
- Raffaele Fagnani (1552–1623), Literat, Lokalhistoriker, Autor des Commentari sulle Famiglie Milanesi
- Federico III Fagnani (1775–1840), Politiker, Literaturkritiker
- Nino Majellaro (1919–2006), Schriftsteller